# Viola cracoviensis
Viola cracoviensis är en violväxtart som beskrevs av Zmuda. Viola cracoviensis ingår i släktet violer, och familjen violväxter. Inga underarter finns listade i Catalogue of Life.